# Сент-Таммани
Сент-Та́ммани (англ. Saint Tammany Parish или Сен-Таммани́ фр. Paroisse de Saint-Tammany) — один из приходов штата Луизиана, США. Официально образован в 1810 году. По состоянию на 2013 год, численность населения составляла 242 333 человека.

## География
По данным Бюро переписи США, общая площадь прихода равняется 2 911,163 км2, из которых 2 191,142 км2 — суша, и 722,611 км2, или 25,000 %, — это водоёмы.

## Население
По данным переписи населения 2000 года на территории прихода проживает 191 268 жителей в составе 69 253 домашних хозяйств и 52 701 семьи. Плотность населения составляет 86,00 человек на км2. На территории прихода насчитывается 75 398 жилых строений, при плотности застройки около 34,00-х строений на км2. Расовый состав населения: белые — 87,03 %, афроамериканцы — 9,90 %, коренные американцы (индейцы) — 0,43 %, азиаты — 0,74 %, гавайцы — 0,03 %, представители других рас — 0,61 %, представители двух или более рас — 1,26 %. Испаноязычные составляли 2,48 % населения независимо от расы.
В составе 39,30 % из общего числа домашних хозяйств проживают дети в возрасте до 18 лет, 61,40 % домашних хозяйств представляют собой супружеские пары, проживающие вместе, 11,00 % домашних хозяйств представляют собой одиноких женщин без супруга, 23,90 % домашних хозяйств не имеют отношения к семьям, 19,70 % домашних хозяйств состоят из одного человека, 6,70 % домашних хозяйств состоят из престарелых (65 лет и старше), проживающих в одиночестве. Средний размер домашнего хозяйства составляет 2,73 человека, и средний размер семьи 3,15 человека.
Возрастной состав прихода: 28,40 % — моложе 18 лет, 7,30 % — от 18 до 24, 29,90 % — от 25 до 44, 24,30 % — от 45 до 64, и 10,00 % — от 65 и старше. Средний возраст жителя прихода — 36 лет. На каждые 100 женщин приходится 96,10 мужчин. На каждые 100 женщин старше 18 лет приходится 92,40 мужчин.
Средний доход на домохозяйство прихода составлял 47 883 USD, на семью — 55 346 USD. Среднестатистический заработок мужчины был 41 876 USD против 25 996 USD для женщины. Доход на душу населения составлял 22 514 USD. Около 7,60 % семей и 9,70 % общего населения находились ниже черты бедности, в том числе — 11,80 % молодёжи (тех, кому ещё не исполнилось 18 лет) и 10,10 % тех, кому было уже больше 65 лет.